# Facultad de Ciencias (Universidad de Zaragoza)
La Facultad de Ciencias de la Universidad de Zaragoza  está situada en el Campus San Francisco, frente a la plaza del mismo nombre, en la ciudad de Zaragoza. 

## Historia
Aunque existieron estudios de materias científicas en Zaragoza ya durante el siglo XVIII, promovidas fundamentalmente por la Real Sociedad Económica Aragonesa de Amigos del País, los estudios organizados formalmente se establecieron a partir de la llamada Ley Moyano, del nombre del ministro de Fomento que la impulsó, Claudio Moyano, que fue promulgada en 1857 y que establecía tres grados en los estudios de Ciencias, los de bachiller, licenciado y doctor, y tres secciones, Físico-matemáticas, Químicas y Naturales, contando con una sola universidad que tuviera las tres, la establecida en Madrid. En 1868 se autorizó la implantación de los estudios de Ciencias en otras universidades, admitiendo que su financiación corriera a cargo de entidades locales. En Zaragoza, se restablecieron los estudios de medicina, cuyos estudios preparatorios incluían la asignatura de Química General, para lo que era necesaria la creación de la correspondiente cátedra. En 1869, se establecieron en la Universidad de Zaragoza los estudios del primer grado de Ciencias, dos años, los correspondientes al título de Bachiller, por cuenta del Ayuntamiento y de la Diputación.  
Con el cambio de planes de Estudio, los estudios de Bachiller quedaron en manos de los institutos, y la Universidad pasó a impartir los dos años correspondientes a la licenciatura, en cuatro especialidades, Exactas, Físicas, Físico-Químicas Físico- matemáticas y naturales.  Incluso se autoriza la posibilidad de impartir también estudios de Doctorado, de modo que entre 1870 y 1874 se doctoraron en Zaragoza ocho licenciados.  En 1874 se eliminaron estos estudios, de modo que solamente quedaron tres asignaturas, Física, Química e Historia Natural, cada una con un profesor, formando parte del curso preparatorio de la carrera de Medicina. El catedrático de química era Bruno Solano, el de Física , Manuel Muñoz del Castillo y el de Historia Natural, Alberto Segovia. 
La Facultad de Ciencias se estableció formalmente el  por una orden del ministro José Luis Albareda de 15 de marzo de 1882, con la enseñanza de la Licenciatura en Ciencias Físico-Químicas, añadiendo las cátedras necesarias a las que ya existían en los estudios de Medicina. En julio de 1892 se suprimieron por razones presupuestarias las enseñanzas de Ciencias Fisico-químicas en Zaragoza. Sin embargo, al cambiar el gobierno y pasar a ser Segismundo Moret, que era diputado por Zaragoza, el nuevo ministro, se restablecieron en 1893, ampliándose añadiendo la sección de Fisico-matemáticas. Otro argumento importante fue que estaba en fase avanzada de construcción el nuevo edificio que iba a albergar los estudios de medicina y de Ciencias. 

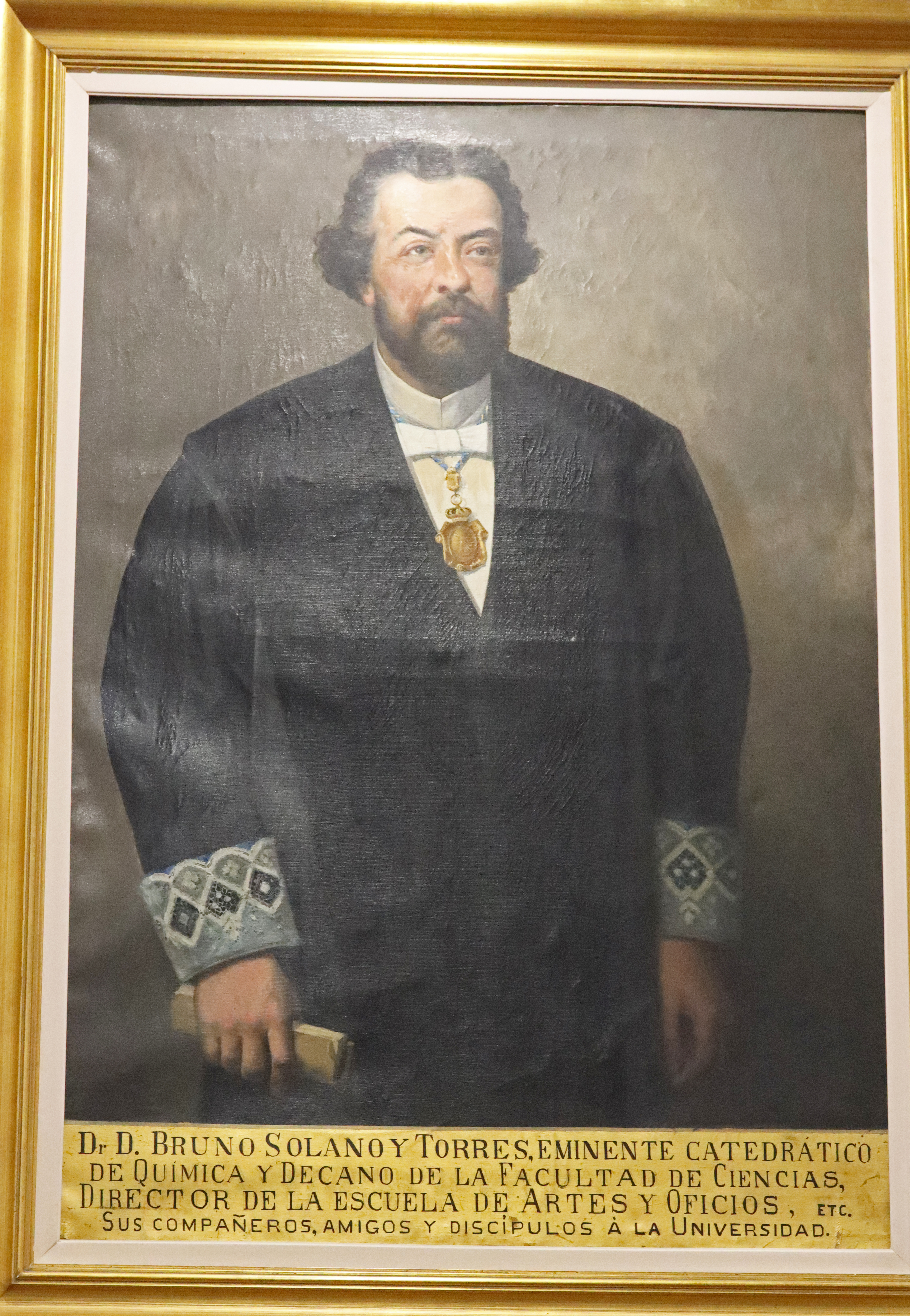
Bruno Solano y Torres, catedrático de Química y decano de la Facultad de Ciencias de Zaragoza. Óleo sobre lienzo, obra de Elías García Martínez, pintado en 1899

En 1900, se modificó la estructura de las carreras de Ciencias,  de modo que desaparecieron las secciones mixtas quedando establecidas como Exactas, Físicas, Químicas y Naturales. Inicialmente a Zaragoza le correspondieron Exactas y Físicas, pero la influencia del decano Paulino Savirón y el apoyo de la Diputación y el Ayuntamiento consiguieron que se cambiara Físicas por Químicas. La razón fundamental fue el peso que había adquirido la química en la Universidad, especialmente por su relación con la economía regional. Incluso antes que Bruno Solano tomara posesión de la cátedra de Química General, en 1882, ya estaba relacionado con la industria del vino, siendo  la Estación Vitícola y Enológica, del Laboratorio de la Granja Modelo y de la Escuela de Bodegueros de la Diputación Provincial de Zaragoza.  Posteriormente se incorporó Paulino Savirón, que se dedicó al análisis de aguas, carbones y otros minerales,  además de estudiar aspectos de la industria de la fabricación de cemento.
En 1913 se recuperó la sección de Físicas, pero no se pudo conseguir la de Naturales. En 1973, se añadió Geológicas como una nueva sección.
En 1886, Julián Calleja, que había sido elegido unos años antes como senador por la Universidad de Zaragoza, transmite a Sagasta la necesidad de que se construya un edificio para albergar las facultades de Medicina y de Ciencias. El edificio lo proyecta Ricardo Magdalena, la construcción comienza en 1887, y se inaugura en 1893. El edificio estaba repartido entre las dos facultades, la parte izquierda para Medicina, y la derecha para Ciencias. Contaba con un Museo de Historia natural en la zona de Ciencias y con uno de Anatomía en la de Medicina.
En España, las mujeres pudieron incorporarse como alumnas universitarias con pleno derecho a partir de 1910. La primera que lo hizo en la Facultad de Ciencias de Zaragoza fue Donaciana Cano Iriarte,  que comenzó a estudiar Químicas en 1915, finalizando la carrera en 1919.

## Instalaciones

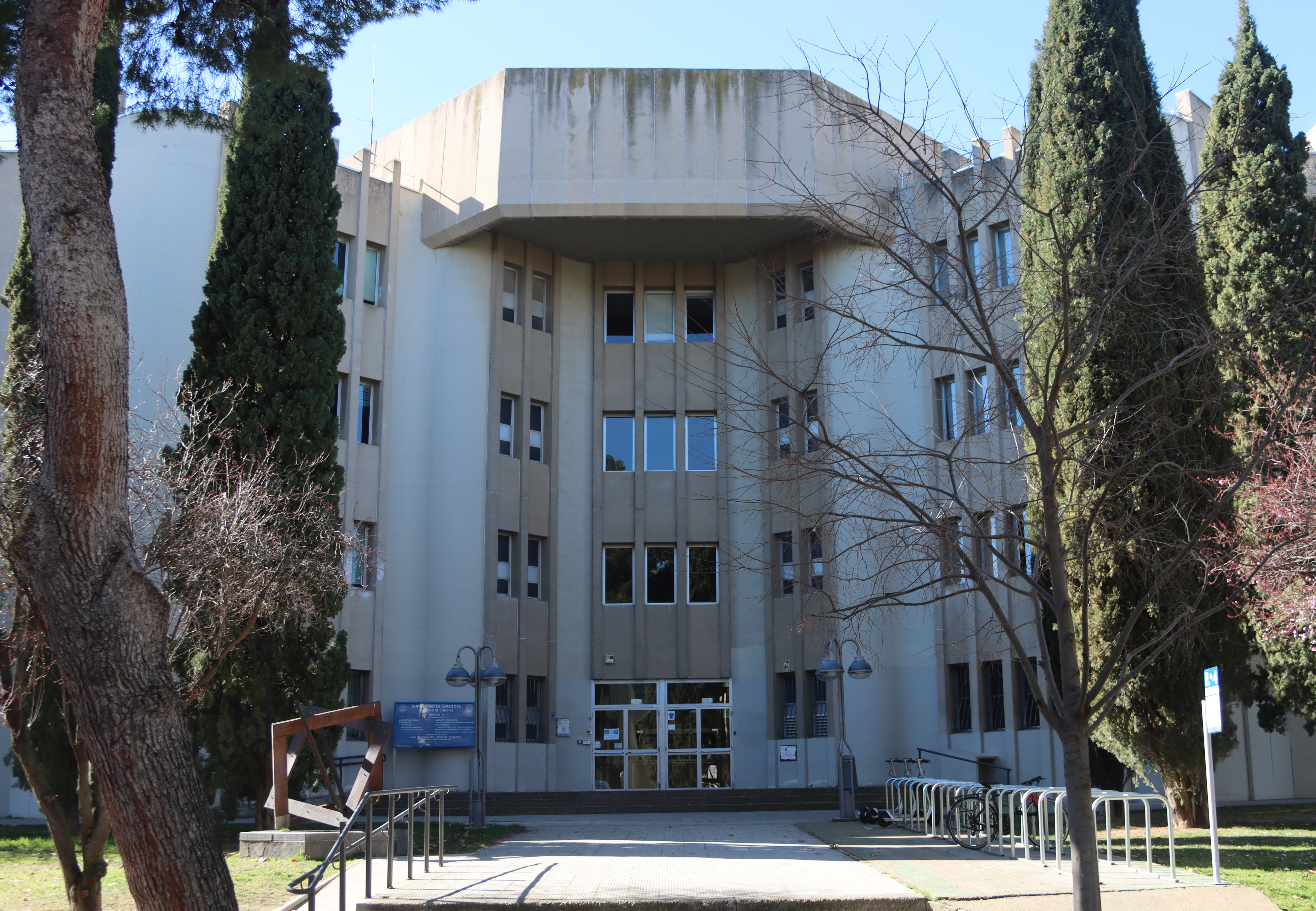
Edificio de la sección de Matemáticas de la Facultad de Ciencias de la Universidad de Zaragoza

La Facultad de Ciencias de la Universidad de Zaragoza cuenta con tres edificios independientes. El edificio histórico en el Campus de San Francisco, que comenzó a utilizarse para las tres secciones que existían entonces, Física, Química y Matemáticas, se amplió en 1999, de modo que actualmente en la ampliación se sitúan las instalaciones de Químicas, quedando en la zona antigua Físicas y Bioquímica. Matemáticas cuenta con un edificio propio, inaugurado en 1982, y Geológicas con otro, en funcionamiento desde 1984.

## Estudios
En la Facultad de Ciencias de la Universidad de Zaragoza se ofrecen los siguientes estudios de grado:
- Grado en Biotecnología[6]
- Grado en Física[7]
- Grado en Geología[8]
- Grado en Matemáticas[9]
- Grado en Óptica y Optometría[10]
- Grado en Química[11]
- Programa conjunto en Física-Matemáticas[12]
- Programa conjunto en Matemáticas-Ingeniería Informática[13]

## Lista de decanos
| Años      | Nombre                          | Trabajo                                                             |
| --------- | ------------------------------- | ------------------------------------------------------------------- |
| 1882–1887 | José Muñoz del Castillo         | Catedrático de Física y Química                                     |
| 1887–1899 | Bruno Solano Torres             | Catedrático de Química General                                      |
| 1899      | Bartolomé Feliú                 | Catedrático de Física Superior                                      |
| 1900–1902 | Simón Vila Vendrell             | Catedrático de Química                                              |
| 1903–1918 | Paulino Savirón Caravantes      | Catedrático de Química Orgánica                                     |
| 1918–1935 | Gonzalo Calamita                | Catedrático de Química Orgánica                                     |
| 1935      | Juan Cabrera y Felipe           | Catedrático de Acústica y Óptica                                    |
| 1936–1945 | José María Íñiguez Almech       | Catedrático de Mecánica                                             |
| 1945–1953 | Mariano Tomeo Lacrué            | Catedrático de Química Técnica                                      |
| 1954      | Juan Cabrera y Felipe           | Catedrático de Acústica y Óptica                                    |
| 1954–1957 | Julián Bernal Nievas            | Catedrático de Química Analítica                                    |
| 1957–1964 | Vicente Gómez Aranda            | Catedrático de Química Orgánica                                     |
| 1964–1967 | Juan Martín Sauras              | Catedrático de Química Inorgánica                                   |
| 1967–1968 | Justiniano Casas Peláez         | Catedrático de Óptica                                               |
| 1968-1972 | Rafael Cid Palacios             | Catedrático de Astronomía                                           |
| 1972–1974 | Roberto Moreno Díaz             | Catedrático de Electricidad y Electrónica                           |
| 1974–1979 | Francisco Cano Sevilla          | Catedrático de Estadística e Investigación Operativa                |
| 1979-1980 | Celso Gutiérrez Losa            | Catedrático de Química Física                                       |
| 1980      | Luis Vigil Vázquez              | Catedrático de Matemáticas                                          |
| 1980–1983 | José María Savirón de Cidón     | Catedrático de Mecánica de Fluidos                                  |
| 1983–1986 | Eladio Domínguez Murillo        | Catedrático de Ciencias de la Computación e Inteligencia Artificial |
| 1986–1988 | Miguel Ángel Belarra Piedrafita | Catedrático de Química Analítica                                    |
| 1988–1989 | Javier Sesma Bienzobas          | Catedrático de Física Teórica                                       |
| 1989–1992 | Justiniano Aporta Alfonso       | Profesor titular de Óptica                                          |
| 1992–2001 | José Ángel Villar Rivacoba      | Catedrático de Física Atómica, Molecular y Nuclear                  |
| 2001–2003 | Jesús Santamaría Ramiro         | Catedrático de Ingeniería Química                                   |
| 2003–2006 | Antonio Elipe                   | Catedrático de Matemática Aplicada                                  |
| 2006–2014 | Ana Isabel Elduque              | Profesora titular de Química Inorgánica                             |
| 2014–2018 | Luis T. Oriol Langa             | Catedrático de Química Orgánica                                     |
| 2018–2025 | Luis A. Morellón Alquézar       | Catedrático de Física de la Materia Condensada                      |
| 2025–     | Blanca Bauluz Lázaro            | Catedrática de Ciencias de la Tierra                                |